# Carl Westman
Pour les articles homonymes, voir Westman.

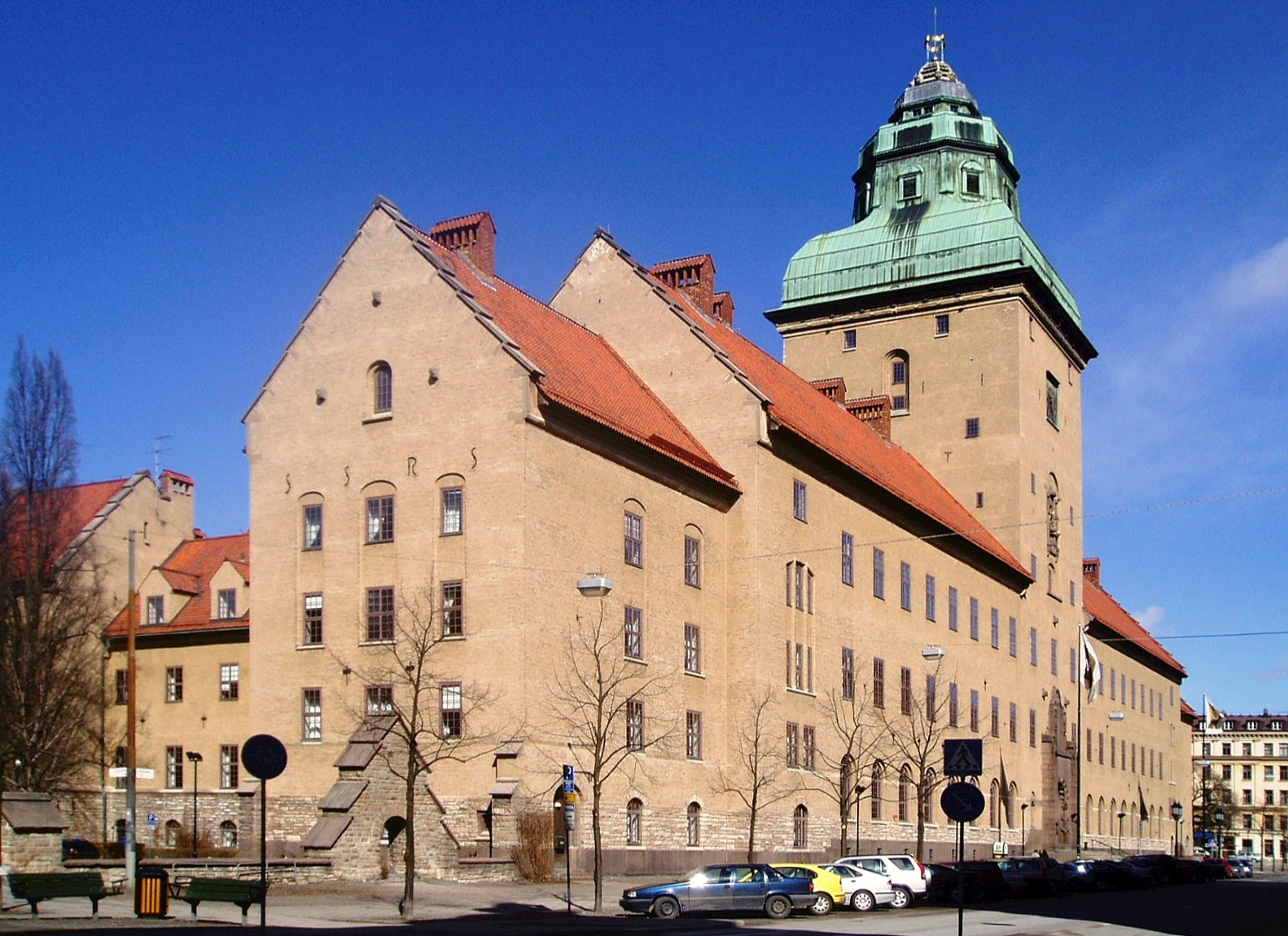
Le palais de justice de Stockholm

Ernst Carl Westman (né le 20 février 1866 à Uppsala - mort en 1936 à Stockholm) est un architecte et un designer d’intérieur suédois. Il adopta très tôt les principes du style romantique national, mais, plus tard, dans les années 1920, il se tourna vers le style néoclassique.

## Biographie
Carl Westman est né à Uppsala en 1866. Il fit ses études à l’Institut royal de technologie entre 1885 et 1889, puis à l’Académie royale des arts de Suède à Stockholm entre 1889 et 1892. Il épousa en 1893 l’artiste Elin Andersson et déménagea aux États-Unis où il fit un stage chez l’architecte R. L. Daus à New York entre 1893 et 1895.
En 1895, il retourna à Stockholm pour travailler chez l’architecte Aron Johansson qui était à cette époque l’architecte travaillant sur le nouveau siège du parlement suédois construit entre 1895 et 1904. En 1897, Westman ouvrit son propre cabinet d’architecture. Il devint membre de l’Académie royale suédoise des Arts en 1912, et en 1916 il devint l’architecte en chef de l’organisme royal de santé suédois.
Carl Westman fut en Suède un des plus importants avocats en faveur du retour à un caractère national de l’architecture. Il fut l’un des premiers architectes suédois qui développa le style romantique national, un style qui maria les antécédents culturels et architecturaux avec les idées du mouvement Arts and Crafts britannique pour créer une architecture typiquement suédoise, le plus souvent en briques et en bois.
Le bâtiment de l’association médicale générale suédoise, exécuté par Carl Westman à Stockholm (1904-1906), fut le premier construit dans le style romantique national, qui, avec le musée Röhss à Göteborg (1910-1914) et le palais de justice de Stockholm (1911-1915), donne un bon exemple de ce qu’est ce style romantique national. Le palais de justice de Stockholm frappe encore aujourd’hui par sa ressemblance avec le château médiéval de Vadstena, et procure un monument remarquable dans le centre de Stockholm, bien que le bâtiment s’avère franchement rigide par rapport à son programme.
Plus tard, Westman travailla particulièrement en tant qu’architecte d’hôpitaux, adoptant graduellement le style classique des années 1920, avec comme exemple notable l’hôpital Beckomberga (1935-1949) qui fut achevé après sa mort. Alors que l’hôpital psychiatrique de Beckomberga était sur un plan strictement symétrique, avec des bâtiments massifs groupés en une composition plutôt fonctionnelle, l’hôpital Karolinska a frappé par une architecture plus fonctionnelle où le dessin symétrique était atténué.
Carl Westman fut aussi par intermittence un designer de mobilier et d’appareils domestiques tels que des poêles en céramique. Il mourut à Stockholm en 1936.

## Source
- (en) Cet article est partiellement ou en totalité issu de l’article de Wikipédia en anglais intitulé « Carl Westman » (voir la liste des auteurs).